# 용신중학교
용신중학교(龍信中學校)는 대한민국 경기도 용인시 처인구 김량장동에 있는 공립 중학교이다.

## 학교 연혁
- 2004년 1월 8일 : 용신중학교 설립인가(37학급)
- 2004년 3월 1일 : 용신중학교 개교
- 2004년 3월 1일 : 초대 강의홍 교장 취임
- 2004년 3월 3일 : 1학년 371명 입학
- 2005년 2월 15일 : 제1회 졸업 (7명)
- 2023년 3월 2일 : 제8대 신홍철 교장 취임
- 2024년 1월 5일 : 제19회 졸업(342명 총누계 6,155명)
- 2024년 3월 4일 : 1학년 327명 입학

## 참고 자료
- 용신중학교 - 한국교육학술정보원 학교알리미